# Bóng đá tại Thế vận hội Mùa hè 2004 – Vòng loại Nam khu vực châu Á
Vòng loại khu vực châu Á của môn bóng đá nam tại Thế vận hội Mùa hè 2004 là giải đấu vòng loại của Liên đoàn bóng đá châu Á (AFC) cho giải bóng đá nam Thế vận hội Mùa hè 2004 ở Athens, Hy Lạp. Ba mươi sáu đội đã tham dự vòng loại để cạnh tranh cho ba suất tham dự chính thức tại Thế vận hội Mùa hè. Quá trình vòng loại bắt đầu vào ngày 5 tháng 4 năm 2003 và kết thúc vào ngày 12 tháng 5 năm 2004.
Hàn Quốc, Nhật Bản và Iraq là ba đội đã giành chiến thắng ở vòng cuối cùng và đủ điều kiện tham dự Thế vận hội.

## Thể thức thi đấu
Cấu trúc vòng loại như sau:
- Vòng 1: 12 đội được xếp hạt giống cao nhất được vào thẳng vòng hai. 24 đội còn lại thi đấu theo cặp, mỗi đội thi đấu hai lượt trận trên sân nhà và sân khách. 12 đội thắng tiến vào vòng thứ hai.
- Vòng 2: 24 đội (gồm 12 đội được miễn từ vòng 1 và 12 đội thắng vòng 1) tiếp tục được phân cặp, thi đấu theo thể thức hai lượt trận như vòng 1. 12 đội thắng sẽ lọt vào vòng cuối cùng.
- Vòng 3: 12 đội thắng từ vòng 2 được chia thành ba bảng 4 đội, thi đấu vòng tròn hai lượt trên sân nhà và sân khách. Đội đứng đầu ở mỗi bảng sẽ giành quyền tham dự vòng chung kết.

## Bốc thăm
Hạt giống của các đội tham dự vòng loại được xác định dựa theo thành tích tại vòng chung kết và vòng loại khu vực của Thế vận hội Mùa hè 2000. Lễ bốc thăm cho vòng loại thứ nhất và thứ hai được tổ chức tại Kuala Lumpur, Malaysia vào ngày 9 tháng 12 năm 2002.
| Tham dự từ vòng thứ hai - Hàn Quốc - Nhật Bản - Kuwait - Bahrain - Ả Rập Xê Út - Trung Quốc - Qatar - Thái Lan - Uzbekistan - CHDCND Triều Tiên - Malaysia - Indonesia | Tham dự từ vòng thứ nhất - Iran - Iraq - UAE - Oman - Syria - Liban - Hồng Kông - Singapore - Myanmar - Palestine - Kyrgyzstan - Turkmenistan | - Jordan - Ấn Độ - Việt Nam - Campuchia - Đài Bắc Trung Hoa - Sri Lanka - Bangladesh - Nepal - Pakistan - Tajikistan - Maldives - Yemen |

## Vòng 1

### Các cặp đấu
| Đội 1             | TTS     | Đội 2      | Lượt đi | Lượt về |
| ----------------- | ------- | ---------- | ------- | ------- |
| Turkmenistan      | 2–1     | Ấn Độ      | 2–0     | 0–1     |
| Liban             | 1–1 (a) | Palestine  | 0–0     | 1–1     |
| Đài Bắc Trung Hoa | 3–5     | Singapore  | 2–1     | 1–4     |
| Iraq              | 4–2     | Việt Nam   | 3–1     | 1–1     |
| Oman              | 17–0    | Campuchia  | 8–0     | 9–0     |
| Hồng Kông         | 3–0     | Sri Lanka  | 2–0     | 1–0     |
| Myanmar           | 3–0     | Bangladesh | 3–0     | 0–0     |
| Nepal             | 1–3     | Jordan     | 0–1     | 1–2     |
| Syria             | 8–1     | Pakistan   | 2–0     | 6–1     |
| UAE               | 4–0     | Tajikistan | 3–0     | 1–0     |
| Iran              | Hủy1    | Maldives   | —       | —       |
| Kyrgyzstan        | Hủy2    | Yemen      | —       | —       |

### Kết quả chi tiết
| Turkmenistan                     | 2 – 0    | Ấn Độ |
| -------------------------------- | -------- | ----- |
| Muhado 74' · Kerimov 90' (ph.đ.) | Chi tiết |       |

| Ấn Độ     | 1 – 0    | Turkmenistan |
| --------- | -------- | ------------ |
| Ahmed 74' | Chi tiết |              |

Turkmenistan thắng với tổng tỉ số 2–1.
| Liban | 0 – 0    | Jordan |
| ----- | -------- | ------ |
|       | Chi tiết |        |

| Jordan   | 1 – 1    | Liban     |
| -------- | -------- | --------- |
| Awad 24' | Chi tiết | Abbas 14' |

Tổng tỷ số là 1–1; Liban thắng nhờ luật bàn thắng sân khách.
| Đài Bắc Trung Hoa                     | 2 – 1    | Singapore   |
| ------------------------------------- | -------- | ----------- |
| Lee Ming-chian 15' · Tu Ming-feng 75' | Chi tiết | Shahril 45' |

| Singapore                                      | 4 – 1    | Đài Bắc Trung Hoa |
| ---------------------------------------------- | -------- | ----------------- |
| Mustaqim 45' · Mazrezwan 52', 56' · Ashrin 67' | Chi tiết | Chiang 88'        |

Singapore thắng với tổng tỷ số 5–3.
| Iraq                           | 3 – 1    | Việt Nam      |
| ------------------------------ | -------- | ------------- |
| Manajid 22', 73' · Mahmoud 77' | Chi tiết | Văn Quyến 81' |

| Việt Nam   | 1 – 1    | Iraq      |
| ---------- | -------- | --------- |
| Tài Em 74' | Chi tiết | Sadir 32' |

Iraq thắng với tổng tỷ số 4–2.
| Oman                                                                            | 8 – 0    | Campuchia |
| ------------------------------------------------------------------------------- | -------- | --------- |
| Al-Mukhaini 5', 58' · Mohammed 16', 29', 68', 83' · Suleiman 39' · Doorbeen 55' | Chi tiết |           |

| Campuchia | 0 – 9    | Oman                                                                                              |
| --------- | -------- | ------------------------------------------------------------------------------------------------- |
|           | Chi tiết | Mubarak 2', 53' · Obaid 13' · Ramadhan 32' · Sultan 63' · Yousuf 80', 82' · Saleh 89' · Rajab 90' |

Oman thắng với tổng tỷ số 17–0.
| Hồng Kông       | 1 – 0    | Sri Lanka |
| --------------- | -------- | --------- |
| Pun Wing-on 47' | Chi tiết |           |

| Sri Lanka | 0 – 2    | Hồng Kông                    |
| --------- | -------- | ---------------------------- |
|           | Chi tiết | Yiu Lun Chan · Chun Bong Law |

Hồng Kông thắng với tổng tỷ số 3–0.
| Myanmar                                    | 3 – 0    | Bangladesh |
| ------------------------------------------ | -------- | ---------- |
| Yan Paing 24', 40' (ph.đ.) · Zaw Htaik 66' | Chi tiết |            |

| Bangladesh | 0 – 0    | Myanmar |
| ---------- | -------- | ------- |
|            | Chi tiết |         |

Myanmar thắng với tổng tỷ số 3–0.
| Nepal | 0 – 1    | Palestine |
| ----- | -------- | --------- |
|       | Chi tiết | Beshe 13' |

| Palestine                | 2 – 1    | Nepal      |
| ------------------------ | -------- | ---------- |
| Abuthahej 13' · Uera 19' | Chi tiết | Lavati 88' |

Palestine thắng với tổng tỷ số 3–1.
| Syria | 2 – 0    | Pakistan |
| ----- | -------- | -------- |
|       | Chi tiết |          |

| Pakistan  | 1 – 6    | Syria                       |
| --------- | -------- | --------------------------- |
| Ullah 75' | Chi tiết | x4' (hiệp 1) · x2' (hiệp 2) |

Syria thắng với tổng tỷ số 8–1.
| UAE                           | 3 – 0    | Tajikistan |
| ----------------------------- | -------- | ---------- |
| Faisal 51' · Rami · Abbas 84' | Chi tiết |            |

| Tajikistan | 0 – 1    | UAE         |
| ---------- | -------- | ----------- |
|            | Chi tiết | Mubarak 35' |

UAE thắng với tổng tỷ số 4–0.
| Iran | Hủy | Maldives |
| ---- | --- | -------- |
|      |     |          |

Iran thắng do Maldives bỏ cuộc.
| Kyrgyzstan | Hủy | Yemen |
| ---------- | --- | ----- |
|            |     |       |

Kyrgyzstan thắng do Yemen bỏ cuộc.

## Vòng 2

### Các cặp đấu
| Đội 1             | TTS  | Đội 2        | Lượt đi | Lượt về |
| ----------------- | ---- | ------------ | ------- | ------- |
| Hồng Kông         | 0–3  | Hàn Quốc     | 0–1     | 0–2     |
| Indonesia         | 2–5  | Liban        | 1–0     | 1–5     |
| Ả Rập Xê Út       | 10–0 | Singapore    | 7–0     | 3–0     |
| CHDCND Triều Tiên | 3–4  | Iraq         | 2–0     | 1–4     |
| Qatar             | 1–2  | Oman         | 1–0     | 0–2     |
| Nhật Bản          | 7–2  | Kyrgyzstan   | 2–1     | 5–1     |
| CHDCND Triều Tiên | 8–0  | Myanmar      | 3–0     | 5–0     |
| Kuwait            | 3–2  | Palestine    | 1–1     | 2–1     |
| Trung Quốc        | 4–3  | Syria        | 2–0     | 2–3     |
| UAE               | 5–2  | Thái Lan     | 4–1     | 1–1     |
| Uzbekistan        | 2–9  | Iran         | 1–3     | 1–6     |
| Malaysia          | Hủy  | Turkmenistan | —       | —       |

### Kết quả chi tiết
| Hồng Kông | 0 – 1    | Hàn Quốc          |
| --------- | -------- | ----------------- |
|           | Chi tiết | Park Young-ho 55' |

| Hàn Quốc                          | 2 – 0    | Hồng Kông |
| --------------------------------- | -------- | --------- |
| Cho Jae-jin 45' · Choi Tae-uk 79' | Chi tiết |           |

Hàn Quốc thắng với tổng tỷ số 3–0.
| Indonesia     | 1 – 0    | Liban |
| ------------- | -------- | ----- |
| Kurniawan 54' | Chi tiết |       |

| Liban                                      | 5 – 1    | Indonesia   |
| ------------------------------------------ | -------- | ----------- |
| Abbas 1' · Salame 41', 46', 57' · Azar 89' | Chi tiết | Syamsul 16' |

Liban thắng với tổng tỷ số 5–2.
| Ả Rập Xê Út                                      | 7 – 0    | Singapore |
| ------------------------------------------------ | -------- | --------- |
| Saleh 2', 21', 68' · Majrashi 10', 39', 48', 55' | Chi tiết |           |

| Singapore | 0 – 3    | Ả Rập Xê Út                            |
| --------- | -------- | -------------------------------------- |
|           | Chi tiết | Majrashi 14' · Ghannam 45' · Saleh 51' |

Ả Rập Xê Út thắng với tổng tỷ số 10–0.
| CHDCND Triều Tiên                  | 2 – 0    | Iraq |
| ---------------------------------- | -------- | ---- |
| Kim Myong-chol 65' · Rim Kun-u 75' | Chi tiết |      |

| Iraq                                               | 4 – 1    | CHDCND Triều Tiên |
| -------------------------------------------------- | -------- | ----------------- |
| Salah 14' · Mahmuod 64' · Mohammed 73' · Munir 79' | Chi tiết | Ri Kun Dong 75'   |

Iraq thắng với tổng tỷ số 4–3.
| Qatar      | 1 – 0    | Oman |
| ---------- | -------- | ---- |
| Rasoul 90' | Chi tiết |      |

| Oman                       | 2 – 0    | Qatar |
| -------------------------- | -------- | ----- |
| Amad Ali 78' · Nabil 90+7' | Chi tiết |       |

Oman thắng với tổng tỷ số 2–1.
| Bahrain         | 2 – 1    | Kyrgyzstan |
| --------------- | -------- | ---------- |
| Hussein 8', 22' | Chi tiết | Vadim 21'  |

| Kyrgyzstan  | 1 – 5    | Bahrain                                |
| ----------- | -------- | -------------------------------------- |
| Krasnov 82' | Chi tiết | Duaij 13', 45', 74', 90' · Hussein 34' |

Bahrain thắng với tổng tỷ số 7–2.
| Nhật Bản                                 | 3 – 0    | Myanmar |
| ---------------------------------------- | -------- | ------- |
| Daisuke 50' · Yoshito 62' · Nakayama 89' | Chi tiết |         |

| Myanmar | 0 – 5    | Nhật Bản                                                                  |
| ------- | -------- | ------------------------------------------------------------------------- |
|         | Chi tiết | Teruyuki 33' · Tatsuya 67' · Yuki 70' (ph.đ.) · Daisuke 75' · Naohiro 90' |

Nhật Bản thắng với tổng tỷ số 8–0.
| Kuwait       | 1 – 1    | Palestine |
| ------------ | -------- | --------- |
| Al Fadli 63' | Chi tiết | Emad 83'  |

| Palestine  | 1 – 2    | Kuwait            |
| ---------- | -------- | ----------------- |
| Katlon 39' | Chi tiết | Al-Blooshi 4', 9' |

Kuwait thắng với tổng tỷ số 3–2.
| Trung Quốc      | 2 – 0    | Syria |
| --------------- | -------- | ----- |
| Du Wei 16', 42' | Chi tiết |       |

| Syria                                              | 3 – 2    | Trung Quốc                        |
| -------------------------------------------------- | -------- | --------------------------------- |
| Barakat 34' · Al Rifaei 40' · Al Amnah 75' (ph.đ.) | Chi tiết | Trương Diệu Khôn 65' · Yu Tao 81' |

Trung Quốc thắng với tổng tỷ số 4–3.
| UAE                              | 4 – 1    | Thái Lan     |
| -------------------------------- | -------- | ------------ |
| Khalil 3', 23' · Ismail 43', 63' | Chi tiết | Sarayoot 90' |

| Thái Lan    | 1 – 1    | UAE        |
| ----------- | -------- | ---------- |
| Thonglao 6' | Chi tiết | Khalil 71' |

UAE thắng với tổng tỷ số 5–2.
| Uzbekistan | 1 – 3    | Iran                          |
| ---------- | -------- | ----------------------------- |
| Andrey 77' | Chi tiết | Borhani 62', 66' · Mobali 76' |

| Iran                                                                            | 6 – 1    | Uzbekistan           |
| ------------------------------------------------------------------------------- | -------- | -------------------- |
| Nosrati 36' · Navidkia 45' (ph.đ.) · Borhani 47', 63' · Kabei 58' · Shafiei 85' | Chi tiết | Geynrich 31' (ph.đ.) |

Iran thắng với tổng tỷ số 9–2.
| Malaysia | w/o | Turkmenistan |
| -------- | --- | ------------ |
|          |     |              |

Turkmenistan rút lui vì lo ngại dịch SARS. Malaysia mặc định giành quyền tham dự vòng loại cuối.

## Vòng 3
Vòng loại cuối cùng được tổ chức từ ngày 1 tháng 3 đến ngày 12 tháng 5 năm 2004. Chỉ có đội đứng đầu mỗi bảng sẽ đại diện cho châu Á tham dự Thế vận hội Mùa hè 2004. Vòng đấu này ban đầu được dự kiến tổ chức từ ngày 30 tháng 8 đến ngày 18 tháng 10 năm 2003, nhưng đã bị hoãn lại do ảnh hưởng của dịch SARS ở châu Á.

### Hạt giống
Lễ bốc thăm cho vòng loại cuối cùng được tổ chức tại Doha, Qatar vào ngày 18 tháng 10 năm 2003. Các đội lọt vào vòng loại cuối cùng được xếp hạt giống dựa trên thành tích của họ tại vòng chung kết và vòng loại khu vực châu Á của Thế vận hội Mùa hè 2000.
| Nhóm 1                       | Nhóm 2                       | Nhóm 3                  | Nhóm 4                   |
| ---------------------------- | ---------------------------- | ----------------------- | ------------------------ |
| Hàn Quốc · Nhật Bản · Kuwait | Bahrain · Ả Rập Xê Út · Iran | UAE · Oman · Trung Quốc | Liban · Malaysia · Iraq* |

(*) Tại thời điểm bốc thăm, danh tính đội đi tiếp vào vòng loại cuối cùng chưa được xác định.

### Các bảng đấu

#### Bảng A
Các trận đấu của bảng A diễn ra theo thể thức hai lượt trận trên sân nhà và sân khách.
| VT | Đội        | ST | T | H | B | BT | BB | HS  | Đ  | Giành quyền tham dự |     |     |     |     |     |
| -- | ---------- | -- | - | - | - | -- | -- | --- | -- | ------------------- | --- | --- | --- | --- | --- |
| 1  | Hàn Quốc   | 6  | 6 | 0 | 0 | 9  | 0  | +9  | 18 | Thế vận hội Mùa hè  |     |     | 1–0 | 1–0 | 3–0 |
| 2  | Iran       | 6  | 3 | 0 | 3 | 13 | 7  | +6  | 9  |                     |     | 0–1 |     | 2–1 | 6–0 |
| 3  | Trung Quốc | 6  | 2 | 1 | 3 | 7  | 8  | −1  | 7  |                     | 0–2 | 3–1 |     | 1–1 |     |
| 4  | Malaysia   | 6  | 0 | 1 | 5 | 3  | 17 | −14 | 1  |                     | 0–1 | 1–4 | 1–2 |     |     |

| Hàn Quốc        | 1 – 0    | Trung Quốc |
| --------------- | -------- | ---------- |
| Cho Jae Jin 82' | Chi tiết |            |

| Malaysia   | 1 – 4    | Iran                                                |
| ---------- | -------- | --------------------------------------------------- |
| Fadzli 33' | Chi tiết | Bohali 40' · Madanchi 43' · Mobali 57', 71' (ph.đ.) |

| Iran | 0 – 1    | Hàn Quốc         |
| ---- | -------- | ---------------- |
|      | Chi tiết | Lee Chun-soo 61' |

| Trung Quốc    | 1 – 1    | Malaysia |
| ------------- | -------- | -------- |
| Hứa Lương 19' | Chi tiết | Rizal 8' |

| Malaysia | 0 – 1    | Hàn Quốc                |
| -------- | -------- | ----------------------- |
|          | Chi tiết | Cho Jae-jin 44' (ph.đ.) |

| Trung Quốc                                         | 3 – 1    | Iran                |
| -------------------------------------------------- | -------- | ------------------- |
| - Trương Diệu Khôn 12' - Cao Minh 70' - Du Wei 80' | Chi tiết | Hứa Lương 8' (l.n.) |

| Hàn Quốc                                 | 3 – 0    | Malaysia |
| ---------------------------------------- | -------- | -------- |
| Kim Dong Hyun 3', 86' · Chu Jae Woon 69' | Chi tiết |          |

| Iran                      | 2 – 1    | Trung Quốc        |
| ------------------------- | -------- | ----------------- |
| Akbarpour 41' · Alavi 65' | Chi tiết | Hồ Triệu Quân 28' |

| Iran                                                                                | 6 – 0    | Malaysia |
| ----------------------------------------------------------------------------------- | -------- | -------- |
| - Borhani 21' - Mobali 37' - Kabei 69' - Navidkia 78' - Alizadeh 81' - Madanchi 83' | Chi tiết |          |

| Trung Quốc | 0 – 2    | Hàn Quốc                           |
| ---------- | -------- | ---------------------------------- |
|            | Chi tiết | Cho Jae-jin 45' · Kim Dong-jin 48' |

| Hàn Quốc          | 1 – 0    | Iran |
| ----------------- | -------- | ---- |
| - Kim Do-heon 89' | Chi tiết |      |

| Malaysia  | 1 – 2    | Trung Quốc                      |
| --------- | -------- | ------------------------------- |
| Rizal 71' | Chi tiết | Nghiêm Tung 10' · Hứa Lương 84' |

#### Bảng B
Các trận đấu của bảng B diễn ra theo threer thức hai lượt trận, lượt đi tại Dubai, Các Tiểu vương quốc Ả Rập Thống nhất từ ngày 1 đến ngày 5 tháng 3 năm 2004, và lượt về tại Saitama (lượt trận 4) và Tokyo, Nhật Bản từ ngày 14 tháng 3 đến ngày 18 tháng 3 năm 2004.
| VT | Đội      | ST | T | H | B | BT | BB | HS | Đ  | Giành quyền tham dự |     |     |     |     |     |
| -- | -------- | -- | - | - | - | -- | -- | -- | -- | ------------------- | --- | --- | --- | --- | --- |
| 1  | Nhật Bản | 6  | 4 | 1 | 1 | 11 | 2  | +9 | 13 | Thế vận hội Mùa hè  |     |     | 0–1 | 3–0 | 2–1 |
| 2  | Bahrain  | 6  | 3 | 2 | 1 | 9  | 7  | +2 | 11 |                     |     | 0–0 |     | 2–0 | 5–3 |
| 3  | UAE      | 6  | 2 | 1 | 3 | 9  | 11 | −2 | 7  |                     | 0–2 | 3–0 |     | 4–2 |     |
| 4  | Liban    | 6  | 0 | 2 | 4 | 9  | 18 | −9 | 2  |                     | 0–4 | 1–1 | 2–2 |     |     |

| Nhật Bản | 0 – 0    | Bahrain |
| -------- | -------- | ------- |
|          | Chi tiết |         |

| UAE                                      | 4 – 2    | Liban          |
| ---------------------------------------- | -------- | -------------- |
| - Nawaf 59' - Rami 60' - Ismail 85', 88' | Chi tiết | Abbas 14', 90' |

| Liban | 0 – 4    | Nhật Bản                                                 |
| ----- | -------- | -------------------------------------------------------- |
|       | Chi tiết | - Tanaka 29' - Suzuki 33' - Takamatsu 72' - Ishikawa 90' |

| Bahrain | 0 – 3    | UAE                         |
| ------- | -------- | --------------------------- |
|         | Chi tiết | - Rami 10' - Nawaf 12', 90' |

| Bahrain                                             | 5 – 3    | Liban                             |
| --------------------------------------------------- | -------- | --------------------------------- |
| - Alaa 4', 15' - Mahmoud 23' - Saleh 36' - Adel 74' | Chi tiết | - Rony 33' (ph.đ.) - Ali 40', 70' |

| Nhật Bản                     | 2 – 0    | UAE |
| ---------------------------- | -------- | --- |
| - Takamatsu 85' - Tanaka 86' | Chi tiết |     |

| Liban                 | 2 – 2    | UAE                        |
| --------------------- | -------- | -------------------------- |
| - Abbas 17' - Ali 25' | Chi tiết | - Mohamed 29' - Faisal 85' |

| Bahrain  | 1 – 0    | Nhật Bản |
| -------- | -------- | -------- |
| Adel 71' | Chi tiết |          |

| UAE | 0 – 2    | Bahrain               |
| --- | -------- | --------------------- |
|     | Chi tiết | - Makki 29' - Ali 90' |

| Nhật Bản                 | 2 – 1    | Liban      |
| ------------------------ | -------- | ---------- |
| - Yuki 14' - Yoshito 69' | Chi tiết | - Abbas 6' |

| Liban        | 1 – 1    | Bahrain     |
| ------------ | -------- | ----------- |
| - Salame 51' | Chi tiết | - Sayed 25' |

| UAE | 0 – 3    | Nhật Bản                    |
| --- | -------- | --------------------------- |
|     | Chi tiết | - Nasu 12' - Okubo 42', 47' |

#### Bảng C
Các trận đấu của bảng C diễn ra theo thể thức hai lượt trận trên sân nhà và sân khách.

| VT | Đội         | ST | T | H | B | BT | BB | HS | Đ | Giành quyền tham dự |     |     |     |     |     |
| -- | ----------- | -- | - | - | - | -- | -- | -- | - | ------------------- | --- | --- | --- | --- | --- |
| 1  | Iraq        | 6  | 3 | 0 | 3 | 9  | 7  | +2 | 9 | Thế vận hội Mùa hè  |     |     | 4–0 | 2–1 | 3–1 |
| 2  | Oman        | 6  | 2 | 3 | 1 | 4  | 5  | −1 | 9 |                     |     | 2–0 |     | 1–0 | 0–0 |
| 3  | Kuwait      | 6  | 2 | 2 | 2 | 4  | 3  | +1 | 8 |                     | 2–0 | 0–0 |     | 0–0 |     |
| 4  | Ả Rập Xê Út | 6  | 1 | 3 | 2 | 3  | 5  | −2 | 6 |                     | 1–0 | 1–1 | 0–1 |     |     |

| Iraq                                                 | 4 – 0    | Oman |
| ---------------------------------------------------- | -------- | ---- |
| - Akram 54' - Mahmoud 55' - Ajeel 75' - Mohammed 90' | Chi tiết |      |

| Kuwait | 0 – 0    | Ả Rập Xê Út |
| ------ | -------- | ----------- |
|        | Chi tiết |             |

| Oman      | 1 – 0    | Kuwait |
| --------- | -------- | ------ |
| Nabil 90' | Chi tiết |        |

| Ả Rập Xê Út | 1 – 0    | Iraq |
| ----------- | -------- | ---- |
| - Naji 57'  | Chi tiết |      |

| Iraq                    | 2 – 1    | Kuwait                 |
| ----------------------- | -------- | ---------------------- |
| - Kati 6' - Mahmoud 81' | Chi tiết | - Al Mutawa 5' (ph.đ.) |

| Ả Rập Xê Út | 1 – 1    | Oman         |
| ----------- | -------- | ------------ |
| - Saleh 18' | Chi tiết | - Hashim 90' |

| Kuwait                     | 2 – 0    | Iraq |
| -------------------------- | -------- | ---- |
| Sweid 85' · Al-Mutawa 90+' | Chi tiết |      |

| Oman | 0 – 0    | Ả Rập Xê Út |
| ---- | -------- | ----------- |
|      | Chi tiết |             |

| Oman                              | 2 – 0    | Iraq |
| --------------------------------- | -------- | ---- |
| - Al Maimani 28' - Al Busaidy 45' | Chi tiết |      |

| Ả Rập Xê Út | 0 – 1    | Kuwait     |
| ----------- | -------- | ---------- |
|             | Chi tiết | Mesead 90' |

| Kuwait | 0 – 0    | Oman |
| ------ | -------- | ---- |
|        | Chi tiết |      |

| Iraq                                  | 3 – 1    | Ả Rập Xê Út  |
| ------------------------------------- | -------- | ------------ |
| Hassan 27' · Salih 60' · Mohammed 89' | Chi tiết | Al Bishi 21' |

## Các đội vượt qua vòng loại
Ba đội tuyển sau đây từ AFC đã đã vượt qua vòng loại để tham dự giải bóng đá nam Thế vận hội Mùa hè 2004 tổ chức tại tại Athens, Hy Lạp.
| Đội tuyển | Tư cách vượt qua vòng loại | Ngày vượt qua vòng loại | Tham dự lần trước tại Thế vận hội Mùa hè |
| --------- | -------------------------- | ----------------------- | ---------------------------------------- |
| Nhật Bản  | Nhất bảng B                | 12 tháng 3 năm 2004     | 6 (1936, 1956, 1964, 1968, 1996, 2000)   |
| Hàn Quốc  | Nhất bảng A                | 1 tháng 5 năm 2004      | 6 (1948, 1964, 1988, 1992, 1996, 2000)   |
| Iraq      | Nhất bảng C                | 12 tháng 5 năm 2004     | 3 (1980, 1984, 1988)                     |

1 In nghiêng chỉ ra chủ nhà của năm đó. Thống kê bao gồm tất cả các thể thức Olympic (thể thức hiện tại dành cho lứa tuổi U-23 bắt đầu vào năm 1992).